# Prințul Nikita Alexandrovici al Rusiei
Prințul Nikita Alexandrovici al Rusiei (13 ianuarie 1900 – 12 septembrie 1974) a fost descendent al familiei imperiale ruse.

## Prinț rus

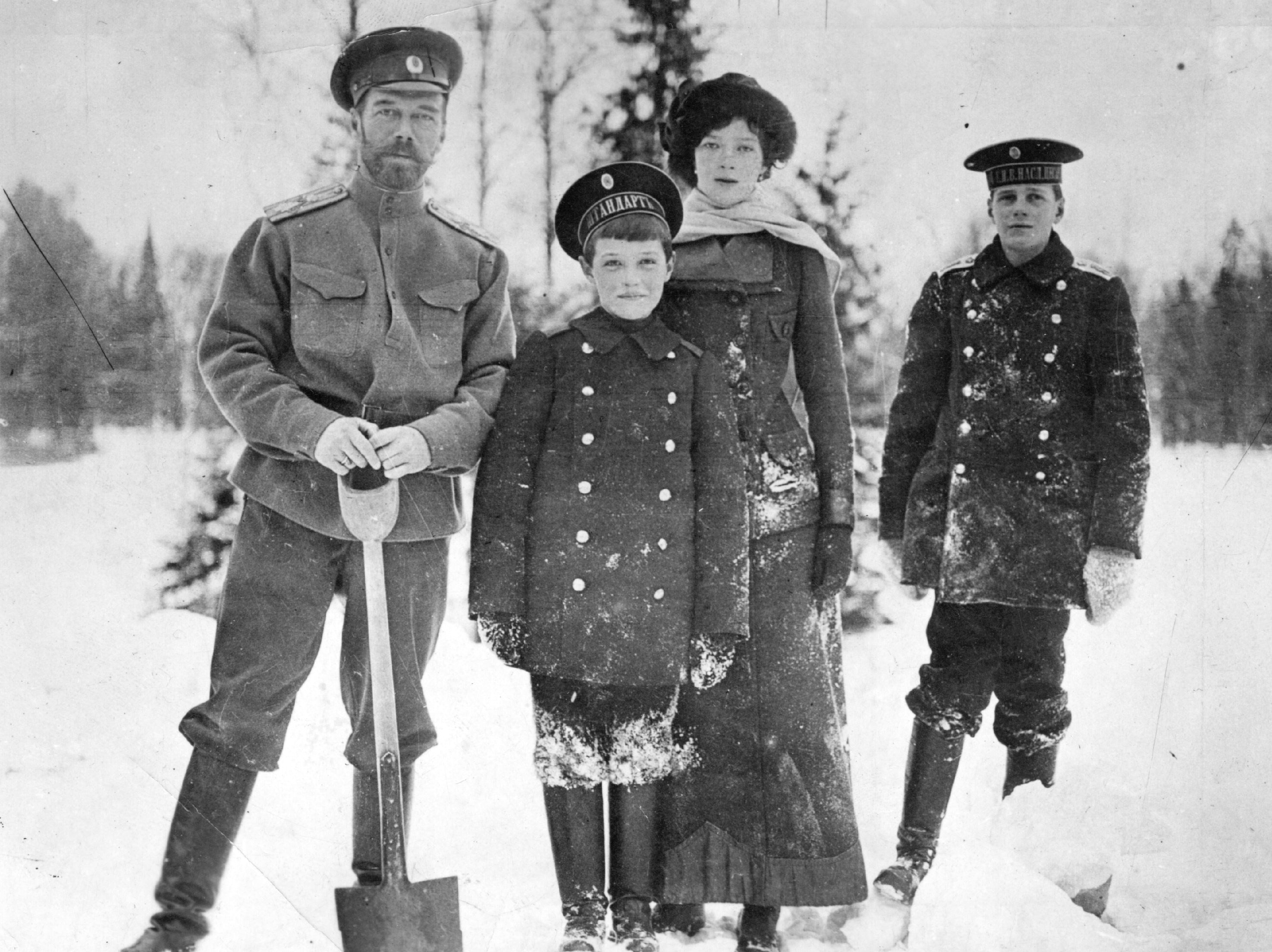
Prințul Nikita (dreapa) alături de Țarul Nicolae al II-lea și doi dintre copii acestuia: Marea Ducesă Tatiana și Țareviciul Alexei

Prințul Nikita Alexandrovici s-a născut la Sankt Petersburg; a fost al treilea fiu al Marelui Duce Alexandru Mihailovici al Rusiei și al Marii Ducese Xenia Alexandrovna a Rusiei. A fost nepot al împăratului Alexandru al III-lea al Rusiei și al împărătesei Maria Feodorovna a Rusiei (născută Prințesa Dagmar a Danemarcei).
În timpul Revoluției ruse din 1917 Prințul Nikita a fost arestat împreună cu părinții săi și bunica, împărăteasa mamă, la Dulber în Crimeea. A scăpat din Rusia la 11 aprilie 1918 cu ajutorul mătușii sale regina Alexandra a Regatului Unit (născută Prințesa Alexandra a Danemarcei), sora împărătesei mamă a Rusiei. Regele George al V-lea al Regatului Unit a trimis vasul britanic Marlborough la bordul căruia au urcat familia lui Feodor și alți membri Romanov din Crimeea și au călătorit până în Anglia.

## Exilul
În timpul primilor ani de exil, Prințul Nikita a locuit la Paris în casa surorii sale mai mari, Prințesa Irina. Mai târziu s-a mutat în Anglia unde a absolvit Universitatea Oxford.
Prințul Nikita Alexandrovici s-a căsătorit la Paris cu o prietenă din copilărie: contesa Maria Vorontsova-Dashkova (13 february 1903, Țarskoe Selo, Rusia – 15 iunie 1997, Cannes, Franța). Bine cunoscută de rușii albi din exil pentru eleganța și grația ei, prințesa era fiica contelui Hilarion Vorontsov Illarionovici - Dashkov și a primei lui soții, Irina, născută Narîșkina. Maria era o descendentă directă a câtorva familii nobile ruse, printre care Dolgorukov, Narîșkin și Shuvalov. Nunta a avut loc la 19 februarie 1922 la Paris. Cuplul a avut doi fii:
- Prințul Nikita Romanov (13 mai 1923, Londra, Anglia – 3 mai 2007, New York)
- Prințul Alexandru Romanov (4 noiembrie 1929, Paris, Franța – 21 septembrie 2002, Londra, Anglia).

La începutul anilor 1920, la Paris, prințesa, cu ajutorul soțului ei a creat o colecție pentru compania IRFE deținută de Prințul Felix Iusupov și soția sa, Prințesa Irina Alexandrovna, sora lui Nikita. După nașterea fiului său cel mic, Prințul Nikita s-a mutat cu familia în Anglia, unde trăia mama sa, Marea Ducesă Xenia Alexandrovna.
În exil, Nikita Alexandrovici a fost activ în mișcarea monarhistă. A fost membru al celei mai vechi organizații monarhiste, Consiliul Suprem Monarhist. Odată cu izbucnirea celui de-al Doilea Război Mondial, Prințul Nikita s-a mutat din nou la Paris cu familia. Nemaiputând să se întoarcă la Londra, ei s-au mutat la Roma și mai târziu în Cehoslovacia. Cum Armata Roșie înainta pe frontul de est, temându-se să sfârșească pe teritorii ocupate de sovietici, familia s-a mutat din nou la Paris. După sfârșitul războiului, ei au emigrat în Statele Unite în 1946, stabilindu-se în Monterey, California. Prințul nu a recunoascut niciodată drepturile Marelui Duce Vladimir Kirillovici la succesiunea tronului rus și în 1959 el a respins public revendicările Marelui Duce Vladimir Kirillovici la tronul vacant rus.
De-a lungul vieții sale, Prințul Nikita Alexandrovici nu a adoptat nici o naționalitate, el a decis să rămână doar rus. La începutul anilor 1970, Prințul Nikita Alexandrovici si sotia sa s-au întors în Franța. El a murit în 1974 la Cannes, la vârsta de 74 de ani. A dorit să fie înmormântat în Ai-Todor în Crimeea, dar a fost înmormântat la Roquebrune-Cap-Martin, alături de părinții săi.